# Marc Blanch
Marc Blanch Espinal (Barcellona, 12 gennaio 1982) è un cestista spagnolo.

## Palmarès
- Copa Princesa de Asturias: 2

Andorra: 2014
Palencia: 2016